# 中日本ハイウェイ・メンテナンス東名
中日本ハイウェイ・メンテナンス東名株式会社（なかにほんハイウェイ・メンテナンスとうめい、英: Central Nippon Highway Maintenance Tomei Co., Ltd.）は、中日本高速道路株式会社の東京支社が管理運営する高速道路、自動車専用道路の維持修繕業務、休憩施設の環境整備業務を行う会社である。
中日本高速道路株式会社（NEXCO中日本）の完全子会社（連結子会社）。

## 概要
中日本高速道路株式会社の東京支社管内の高速道路、自動車専用道路の維持修繕業務、サービスエリア・パーキングエリアの環境整備業務を行っている。
主な事業区間は、東名高速道路、新東名高速道路、首都圏中央連絡自動車道であり、損傷した路面の補修作業、事故復旧や災害対応などの緊急作業を通じて、国民の大事な財産である道路を守り、安心・安全で快適な道路環境を維持し、ひいては日本経済の維持・発展、国民の豊かな暮らしに貢献している。
また、日本一利用者の多い海老名サービスエリアを始めとした休憩施設の環境整備業務では、トイレ、フードコート等エリア内の清掃作業やゴミ回収作業を行っており、清潔な休憩施設を維持している。とりわけ、トイレの清掃作業は徹底して「おもてなし」を意識しており、清潔なトイレが国内外から高い評価を得ている。

## 関連会社
- 中日本高速道路株式会社